# Marco Tadé
Marco Tadé, né le 3 décembre 1995, est un skieur acrobatique suisse, spécialisé dans le ski de bosses. Vainqueur à deux reprises du classement final de la spécialité de la Coupe d'Europe, il remporte la médaille de bronze de l’épreuve des ski de bosses en duel à l’occasion des championnats du monde de ski acrobatique 2017.

## Palmarès

### Championnats du monde
| Édition / Épreuve  | Bosses | Bosses en parallèle |
| ------------------ | ------ | ------------------- |
| 2013 Voss          | 34e    | 40e                 |
| 2015 Kreischberg   | 20e    | 18e                 |
| 2017 Sierra Nevada | 4e     | Bronze              |

### Coupe du monde
- Meilleur résultat au classement général de la Coupe du monde de ski acrobatique: 48e en 2015
- Meilleur résultat au classement final de la Coupe du monde de ski de bosses: 13e en 2015
- 2 podiums

| Année/Classement | Général | Général | Bosses | Bosses |
| Année/Classement | Class.  | Points  | Class. | Points |
| ---------------- | ------- | ------- | ------ | ------ |
| 2012-2013        | 280e    | 1       | 53e    | 11     |
| 2013-2014        | 153e    | 6       | 30e    | 71     |
| 2014-2015        | 48e     | 20      | 13e    | 181    |
| 2015-2016        | 241e    | 0,63    | 51e    | 5      |
| 2016-2017        | 83e     | 15,82   | 14e    | 174    |

### Coupe d'Europe
- Meilleur résultat au classement général de la Coupe du monde de ski acrobatique: 48e en 2015
- 2 victoires au classement final de la Coupe d'Europe de ski de bosses
- 10 podiums dont 3 victoires

| Année/Classement | Bosses | Bosses |
| Année/Classement | Class. | Points |
| ---------------- | ------ | ------ |
| 2009-2010        | 68e    | 37     |
| 2010-2011        | 47e    | 85     |
| 2011-2012        | 1er    | 593    |
| 2013-2014        | 1er    | 434    |